# 倍倍尔广场

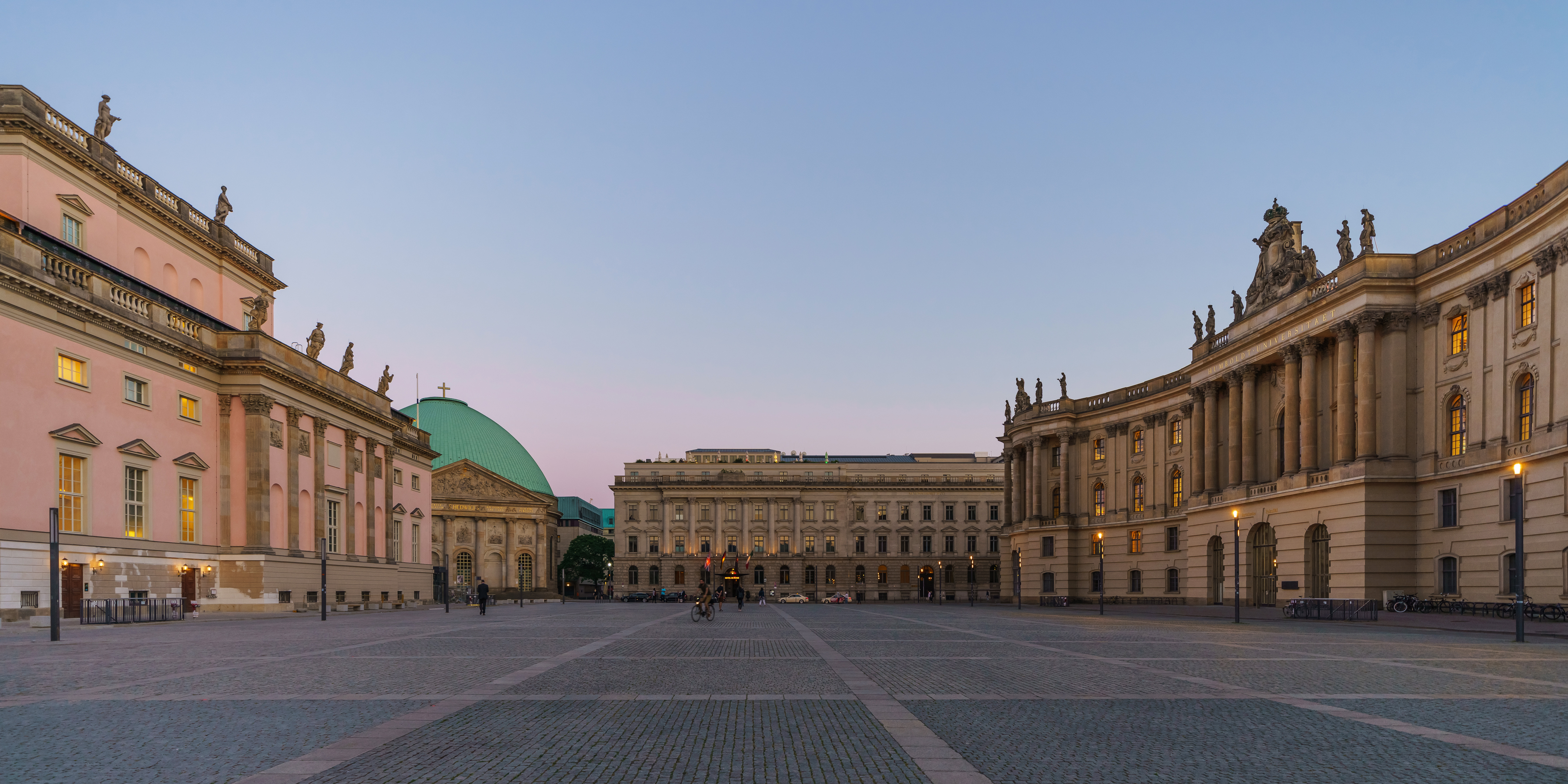
从菩提树下大街看到的倍倍尔广场全景，左侧是柏林州立歌剧院，正上方是圣黑德维希主教座堂，右侧是洪堡大学法学院的老图书馆

倍倍尔广场（德语：Bebelplatz）是德国首都柏林市中心区的一个广场。该广场位于菩提树下大街这条东西向横贯市中心的主干道南侧，其东侧是柏林州立歌剧院，西侧是洪堡大学法学院的老图书馆，南侧是柏林最古老的天主教教堂－圣黑德维希主教座堂。该广场得名于19世纪德国社会民主党领袖奥古斯特·倍倍尔。
倍倍尔广场由普鲁士国王腓特烈二世开辟于1741年到1743年，最初称为歌剧院广场（Opernplatz，或Platz am Opernhaus）。从1911年到1947年，此处以奥地利皇帝弗朗茨·约瑟夫一世命名为弗朗茨·约瑟夫皇帝广场（Kaiser-Franz-Josef-Platz）。
使倍倍尔广场闻名于世的是1933年5月10日，褐衫队和希特勒青年团的成员，受到宣传部长约瑟夫·戈培尔的鼓动，在此举行焚书仪式。纳粹烧毁了大约20,000本书籍，其中包括托马斯·曼、埃里希·玛利亚·雷马克、海因里希·海涅、卡尔·马克思和其他许多人的著作。 
广场周围的建筑在第二次世界大战期间大多被摧毁，后来得以重建。

今天，在倍倍尔广场设计了一个玻璃圆顶，放置了一个空书架，以纪念焚书事件。并且雕刻了1820年海因里希·海涅的一行诗句：
Das war ein Vorspiel nur, 
dort wo man Bücher verbrennt,
verbrennt man am Ende auch Menschen.
Heinrich Heine 1820
（“这只是一场前戏：人们终将会在他们曾经烧书的地方烧人。海因里希·海涅 1820年”）

每年，洪堡大学的学生在广场上进行售书以示纪念。
2006年，在倍倍尔广场 - 德国外交部旁 - 联合巴迪熊第三次在柏林展出。这个展览包括140多个熊雕塑，每个高达2米，由不同的艺术家设计。这些五彩缤纷的雕塑传达一些重要的信息：各种文化和平共处、宽容和互相信任。